# Kinbergonuphis difficilis
Kinbergonuphis difficilis är en ringmaskart som först beskrevs av Fauchald 1982.  Kinbergonuphis difficilis ingår i släktet Kinbergonuphis och familjen Onuphidae. Inga underarter finns listade i Catalogue of Life.